# وليام مور (دراج)
وليام مور (بالإنجليزية: William Moore) مواليد 2 أبريل 1947، هو دراج إنجليزي سابق. سبق أن شارك في دورة الألعاب الأولمبية الصيفية وفاز بميدالية أولمبية.

## الميداليات
| الميدالية | المسابقة                       |
| --------- | ------------------------------ |
| برونزية   | الألعاب الأولمبية الصيفية 1972 |

## روابط خارجية
- وليام مور على موقع أرشيف الدراجات (الإنجليزية)
- وليام مور على موقع أوليمبيديا (الإنجليزية)